# أومبرتو كولومبو
أومبرتو كولومبو (بالإيطالية: Umberto Colombo) (21 مايو 1933 بكومو في إيطاليا - 26 أكتوبر 2021) هو لاعب كرة قدم إيطالي في مركز الوسط. شارك مع منتخب إيطاليا لكرة القدم. أما مع النوادي، فقد لعب مع أتالانتا ونادي مونزا وهيلاس فيرونا ويوفنتوس.

## مسيرته الكروية
لعب أومبرتو كولومبو خلال مسيرته الاحترافية مع 3 أندية في خمسة عشر موسمًا وسجل خلالها 25 هدفًا ضمن 315 مباراة. حيث فاز في ثلاثة مواسم بالكأس وفي أربعة مواسم بالدوري.
خاض أومبرتو كولومبو مسيرته مع نادي يوفنتوس في موسم 1951–52 في المرة الأولى لمدة موسم واحد ثم في موسم 1953–54 ليلعب معه ثمانية مواسم، مشاركًا طوالها في 173 مباراة سجل خلالها 22 هدفًا. ثم انتقل إلى نادي مونزا في موسم 1952–53 لمدة موسم واحد، حيث لم يشارك في أي مباراة ولم يسجل أي هدف. لينتقل بعدها إلى نادي أتالانتا في موسم 1961–62 ليلعب معه خمسة مواسم، مشاركًا في 142 مباراة سجل خلالها 3 أهداف.

## وصلات خارجية
- أومبرتو كولومبو على موقع قاعدة بيانات كرة القدم.إي يو (الإنجليزية)
- أومبرتو كولومبو على موقع ناشيونال فوتبول تيمز (الإنجليزية)
- أومبرتو كولومبو على موقع عالم كرة القدم.نت (الإنجليزية)